# Arte provinciale romana

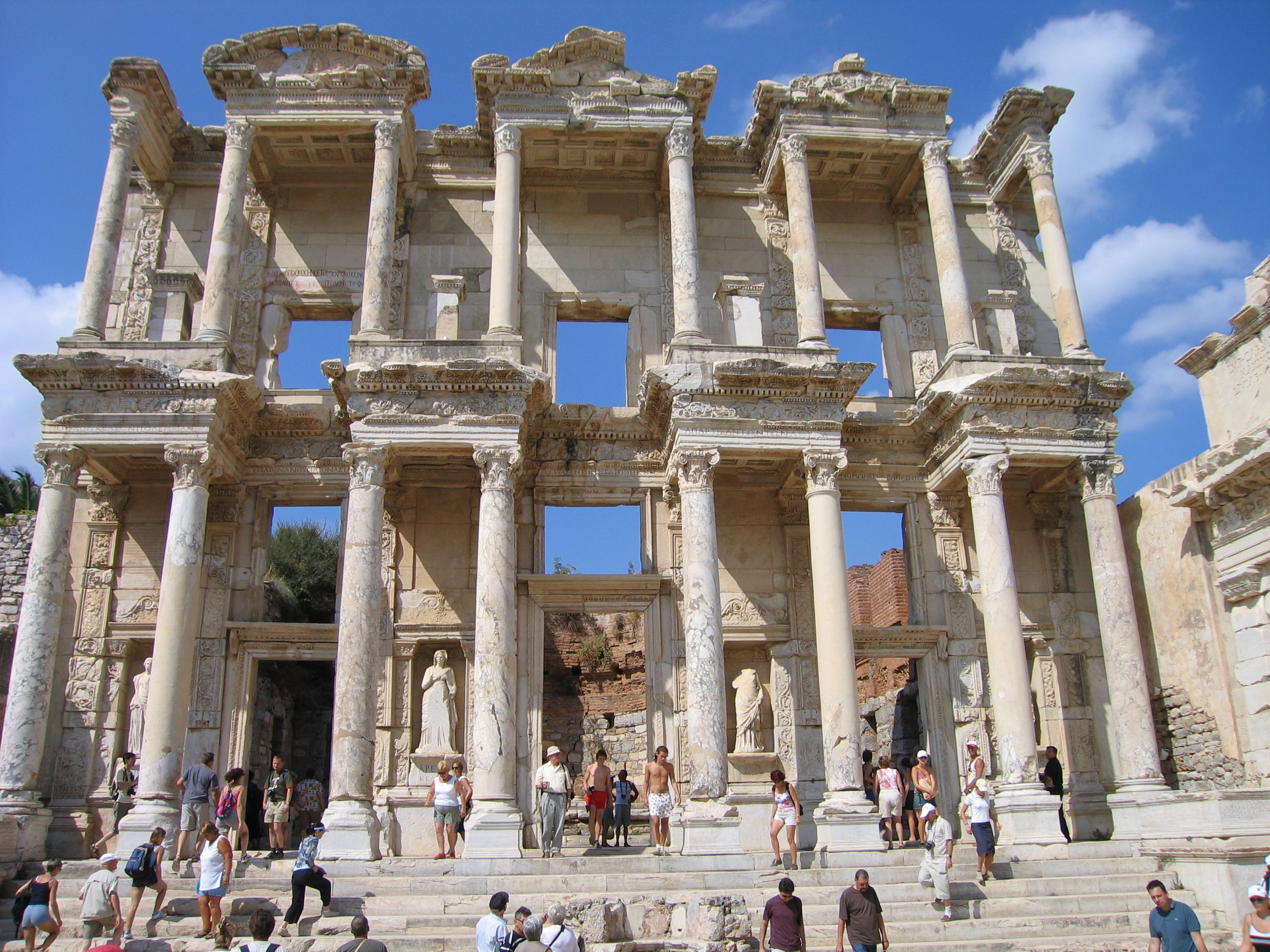
Biblioteca di Celso, Efeso

Arco di Settimio Severo, Leptis Magna

L'arte provinciale romana è la produzione artistica nelle province romane.
Una distinzione fondamentale tra i prodotti artistici è tra quelli delle province orientali e quelli delle province occidentali. In quelle orientali (soprattutto Grecia, Asia Minore, Siria ed Egitto) era forte il retaggio ellenistico e la produzione artistica sotto il dominio romano continuò nel medesimo solco, anche se influenzata dagli stretti rapporti con Roma: per questo la trattazione del fenomeno artistico provinciale è una delle espressioni dell'arte romana, piuttosto che una mera continuazione dell'ellenismo.
Nelle province occidentali invece, solo con lo sviluppo di cui beneficiarono dal I secolo d.C., si manifestò una corrente artistica con molte similitudini con l'arte plebea italica. Questa produzione artistica entrò nell'arte ufficiale romana gradualmente ma in maniera irreversibile, con particolare velocità quando gli imperatori e i funzionari statali iniziarono a provenire dalle province stesse (II-III secolo d.C.).

## Province orientali
A partire dal I o II secolo d.C. si rileva l'innesto di motivi tipicamente romani nella produzione delle province orientali, come la propaganda politica manifestata in edifici celebrativi e monumentali. Un esempio è l'Arco di Traiano a Timgad, nell'attuale Algeria.
In alcune province si trovano anche prodotti scultorei legati all'arte ufficiale imperiale,  a partire dai diffusissimi ritratti degli imperatori, compresi quelli sui coni monetali. A Efeso, capitale della provincia dell'Asia, venne costruito il monumento alle vittorie di Marco e Lucio Vero (i cui rilievi sono oggi in parte a Vienna), con schemi derivati dal naturalismo greco su un tema tipicamente romano. Esse sono il modello più vicino ai rilievi aureliano dell'Arco di Costantino, con analoghe soluzioni compositive, spaziali e tecniche, a dimostrazione del reciproco scambio che si era intessuto tra Roma e le province. Nel tempio di Adriano a Efeso (150 circa) le decorazioni hanno effetti di chiaroscuro particolarmente accentuati (come nelle opere romane eseguite dopo il 180), mentre la biblioteca di Celso mostra una vibrante articolazione architettonica, che ha fatto parlare di "barocco" microasiatico.

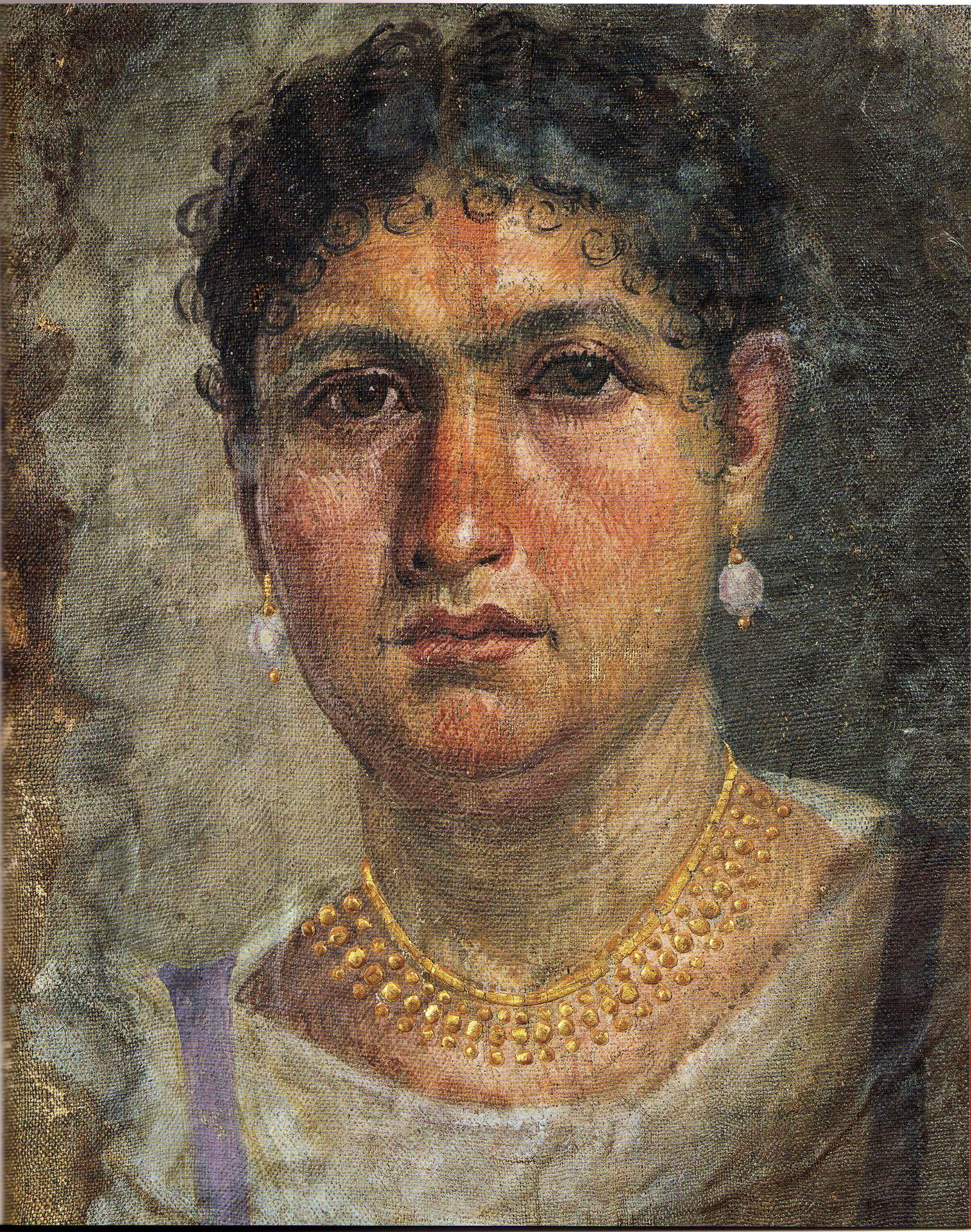
Un ritratto del Fayyum.

Altra esperienza artistica celeberrima di una provincia orientale è la produzione dei ritratti del Fayyum (Egitto), tavole lignee dipinte per lo più a tempera con i ritratti privati di personaggi, che venivano eseguiti in vita e applicati sulle bende della mummia dopo la morte. Grazie alle particolari condizioni atmosferiche ce ne sono pervenuti moltissimi, databili a partire dal 100-120 d.C., che dimostrano il persistere della ritrattistica ellenistica privata fino a questa epoca. Le analogie con alcuni, rari, ritratti in altre zone dell'impero sembrano confermare che ritratti del genere venissero ampiamente praticati in tutto l'impero.
Le regioni orientali vennero interessate anche dall'influenza dell'arte plebea, veicolata dai militari e i commercianti che si recavano nelle province, anche quelle più lontane.

## Province occidentali
Le province settentrionali e occidentali di Roma non avevano conosciuto l'arte e la cultura greca, per cui l'innesto dell'arte romana avvenne su popolazioni guerriere, con produzioni artistiche profondamente diverse da quelle di Roma. Tra zona e zona le differenze stilistiche legate alle tradizioni locali erano molto diverse, ma si possono comunque indicare alcuni fattori comuni. L'arte delle province occidentali si basò sulla tradizione dell'arte plebea, che già era diffusa tra il ceto medio italico, chiamato di solito a formare i nuclei delle nuove colonie dei veterani. A ciò vanno aggiunte alcune formule grafiche e stilistiche dell'arte ufficiale del periodo. Tra gli esempi più evidenti c'è quello della produzione nella colonia di Aquileia.
Almeno dal I secolo a.C. compare l'uso delle proporzioni gerarchiche, cioè il dimensionamento delle figure a seconda della loro importanza (ad esempio nell'ara dei due Seviri da Angera, Gallia Cisalpina, del I secolo d.C.).
Altre caratteristiche tipiche, che facilitano la lettura intuitiva e immediata degli episodi, sono la prospettiva "a volo d'uccello", cioè la visione dall'alto, e la composizione paratattica, cioè le figure semplicemente affiancate, senza interconnessione. Un esempio è il rilievo con corteo funebre da Amiternum al Museo nazionale d'Abruzzo (L'Aquila), dove la portantina dove è esposto il defunto disteso ha la copertura ribaltata a mo' di tendina di sfondo, per permettere la visione della preziosa trama della stoffa a stelle, sicuramente uno status symbol.
Altra tendenza è la semplificazione creata per ottenere maggiore espressività, soprattutto nei volti, coi tratti più incisivi e rudimentali (II secolo d.C.), che anticipano le opere della tarda antichità.
Le caratteristiche dell'arte colta vengono recepite ma in maniera semplificata, come l'uso dei panneggi eleganti.
In definitiva questa produzione artistica aveva degli scopi diversi dal naturalismo greco, dove era fondamentale l'aderenza all'aspetto naturale delle cose; nell'arte provinciale era fondamentale la chiarezza del messaggio che si voleva trasmettere, per il quale si usavano le convenzioni formali sopra descritte. Nelle opere provinciali si notano molte affinità con l'arte plebea della capitale a partire dal I secolo d.C., a dimostrazione del fatto che nelle province si trovavano ormai molti abitanti della stessa classe sociale. Nell'arte romana ufficiale questi motivi entreranno dalla fine del II secolo d.C., col salire al potere in Roma di questi provinciali, che divengono senatori, alti funzionari e imperatori.

## Sviluppo storico

### Sotto Augusto e la dinastia giulio-claudia

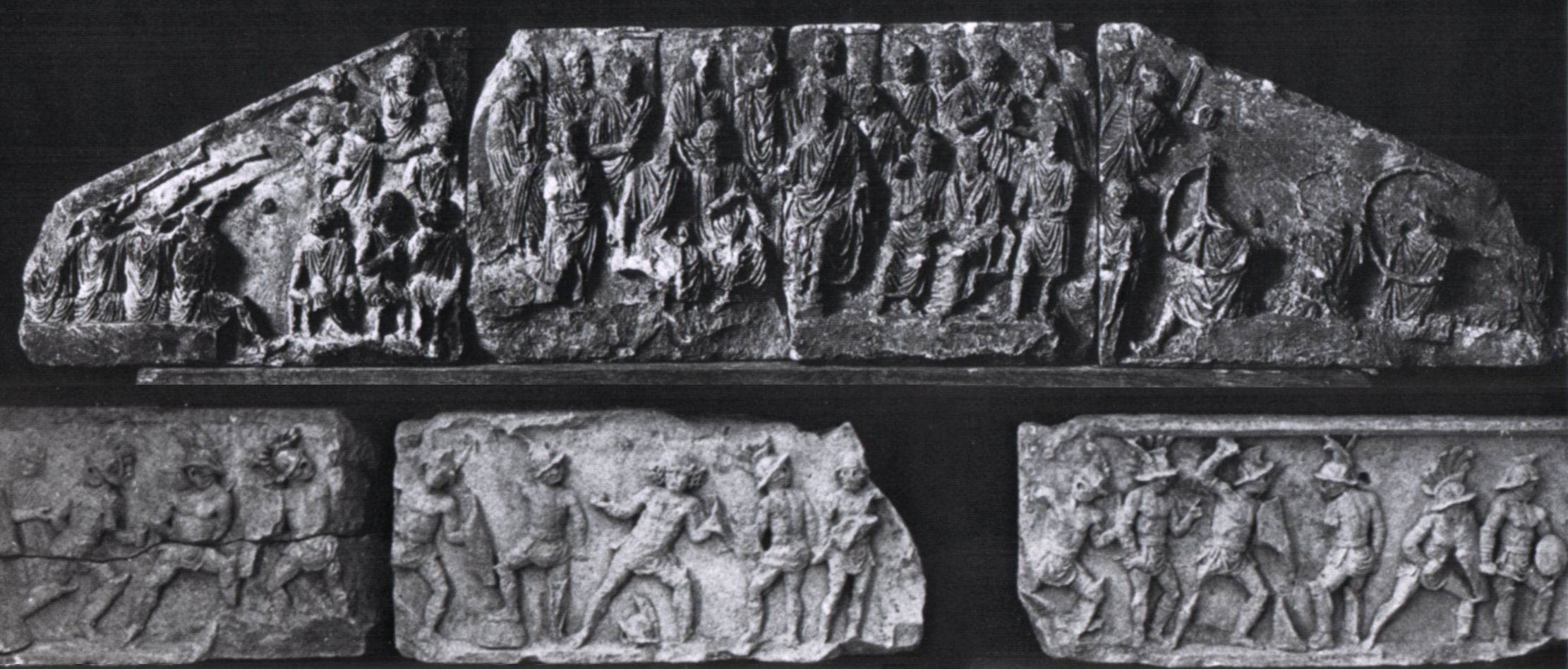
Monumento funerario di Lusius Storax

Il grande sviluppo del quale beneficiarono le province occidentali sotto Augusto coincise con la nascita e lo stabilirsi dei caratteri dell'arte provinciale.
Opere molto diffuse in provincia erano le edicole funerarie decorate da rilievi, dove erano messi in risalto il grado sociale, le imprese e le prestazioni pubbliche del committente (come nel monumento funerario di Lusius Storax di Chieti), spesso un liberto giunto a qualche magistratura locale e al benessere economico. I ritratti in queste opere sono quasi sempre "tipologici" (cioè generici, senza una reale ricerca fisiognomica individuale), per cui spesso è inutile cercare di datarli in base alle acconciature e le fogge degli abiti in voga nell'area urbana: ben oltre l'età augustea e giulio-claudia vennero ripetute acconciatura alla maniera di Livia o Agrippina, mentre gli uomini avevano un volto duro ispirato al ritratto romano repubblicano del vecchio patriziato. Una conferma letteraria è data anche nella descrizione del monumento che il ricco liberto Trimalchione vorrebbe farsi edificare nel Satyricon di Petronio.
Diversamente da quanto si potrebbe pensare, a parte qualche eccezione come la Gallia Narbonensis, l'apporto nell'arte provinciale di elementi derivanti dalle culture preesistenti fu un fenomeno piuttosto isolato, che si manifestava maggiormente nelle zone via via più periferiche dell'Impero.
A parte gli elementi più puramente imitativi dell'arte ufficiale, si riscontrano nell'arte provinciale due tendenze originali principali: 
1. la concezione delle figure scolpite per blocchi, con accentuazione delle masse in corrispondenza degli spigoli (concezione "cubistica", che era esistita anche nell'arte etrusca ed era poi scomparsa in epoca repubblicana)
2. la ricerca di una fresca soavità e gentilezza di espressione, del tutto estranea al freddo accademismo ufficiale, nonostante l'inevitabile sommarietà di esecuzione.

In architettura risalgono a questo periodo e alla successiva epoca flavia i più spettacolari edifici per spettacoli anche in provincia: l'anfiteatro di Pola, l'Arena di Verona, il teatro di Orange, ecc.

### La Gallia Narbonensis

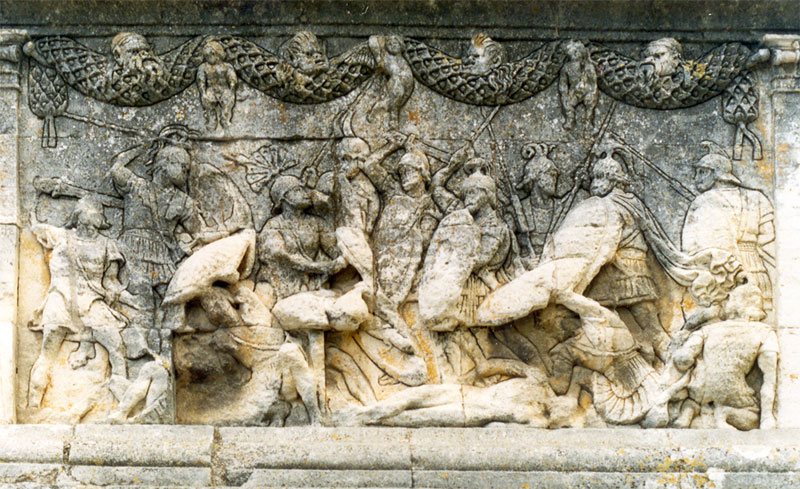
Rilievo sul monumento dei Giulii a Glanum (St. Remy).

Singolari sono le caratteristiche della produzione artistica nella Gallia Narbonensis (St. Remy de Provence, Carpentras, Orange) tra il I secolo a.C. e la prima metà del I secolo d.C. I monumenti di questa provincia, sulla cui datazione si è a lungo discusso, presentano uno stile ricco, dotato di libertà spaziale superiore perfino ai coevi monumenti di Roma, con elementi stilistici (quali il contorno delle figure evidenziato a con una linea scavata dal trapano corrente) che a Roma compaiono solo dal II secolo. Scartata l'ipotesi di una datazione più tarda (II-III secolo) grazie a precise datazioni archeologiche, la spiegazione più plausibile di questa fioritura è che si abbia avuto in questa zona una più diretta discendenza dall'arte ellenistica sia in pittura che scultura. Alcune conferme hanno rafforzato questa convinzione, come il rinvenimento a Glanum di uno strato di epoca ellenistica con sculture in stile pergameneo, legato probabilmente alla remota ascendenza greca di quegli insediamenti.

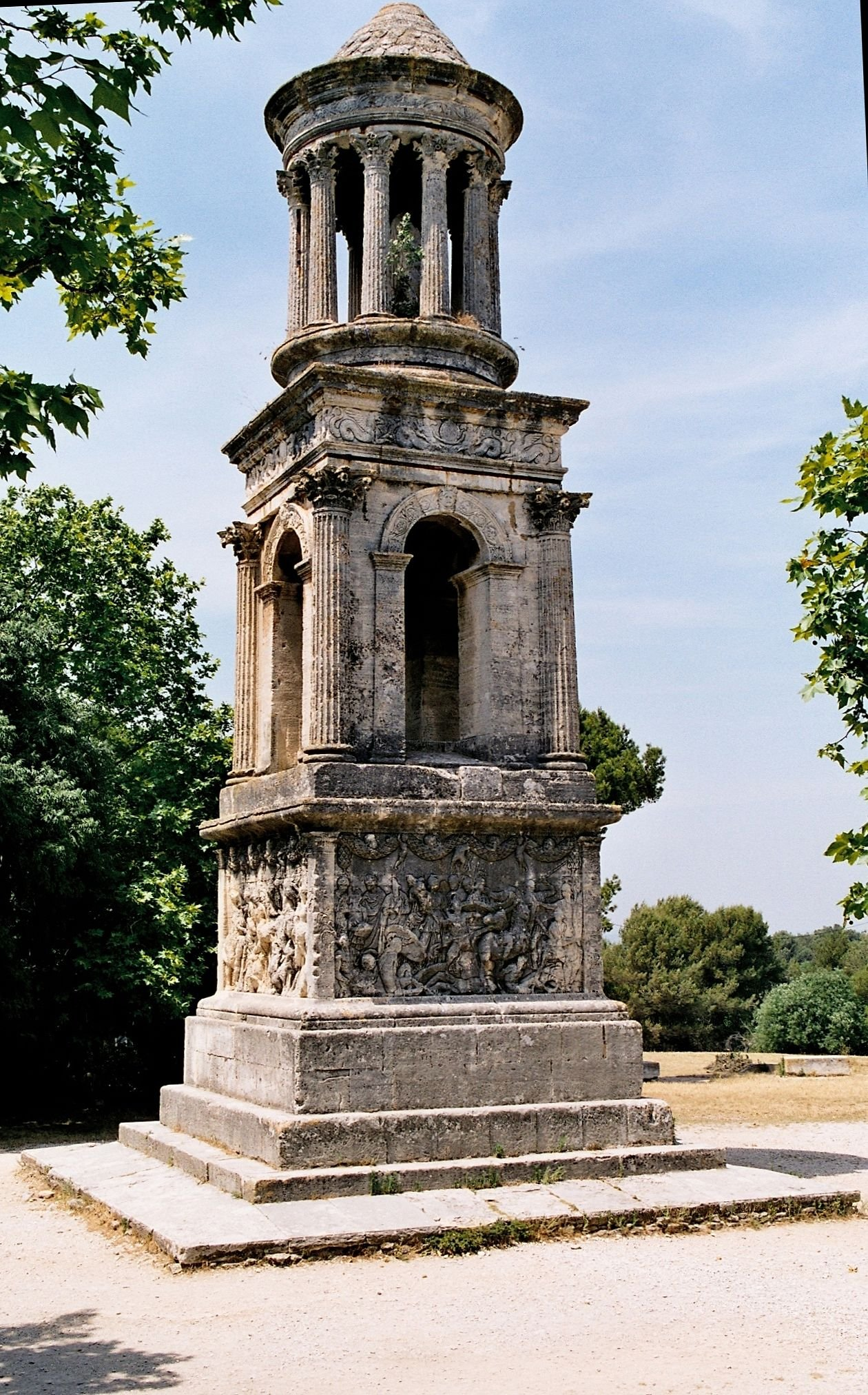
Mausoleo di St. Remy.
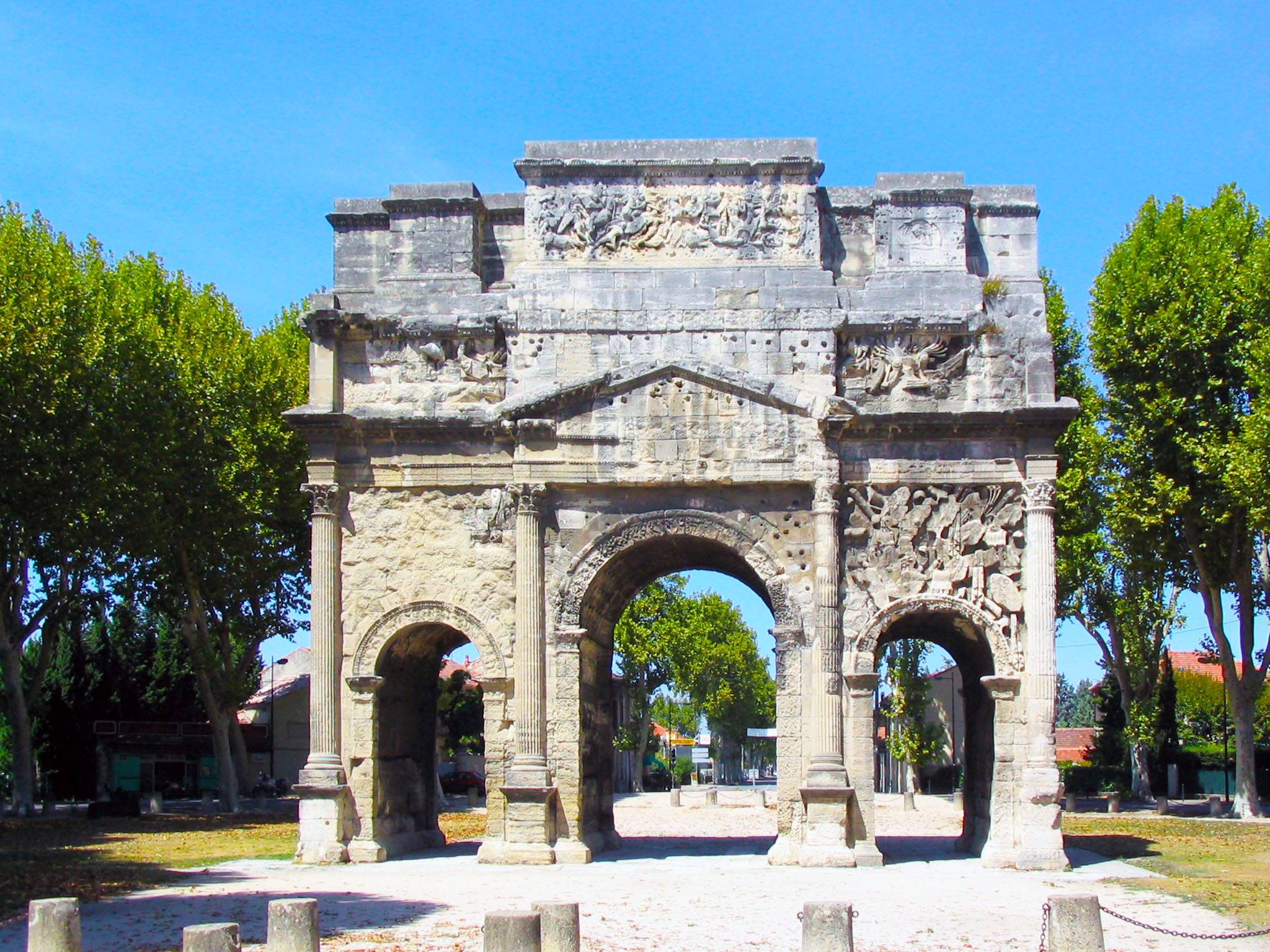
Arco di Orange.
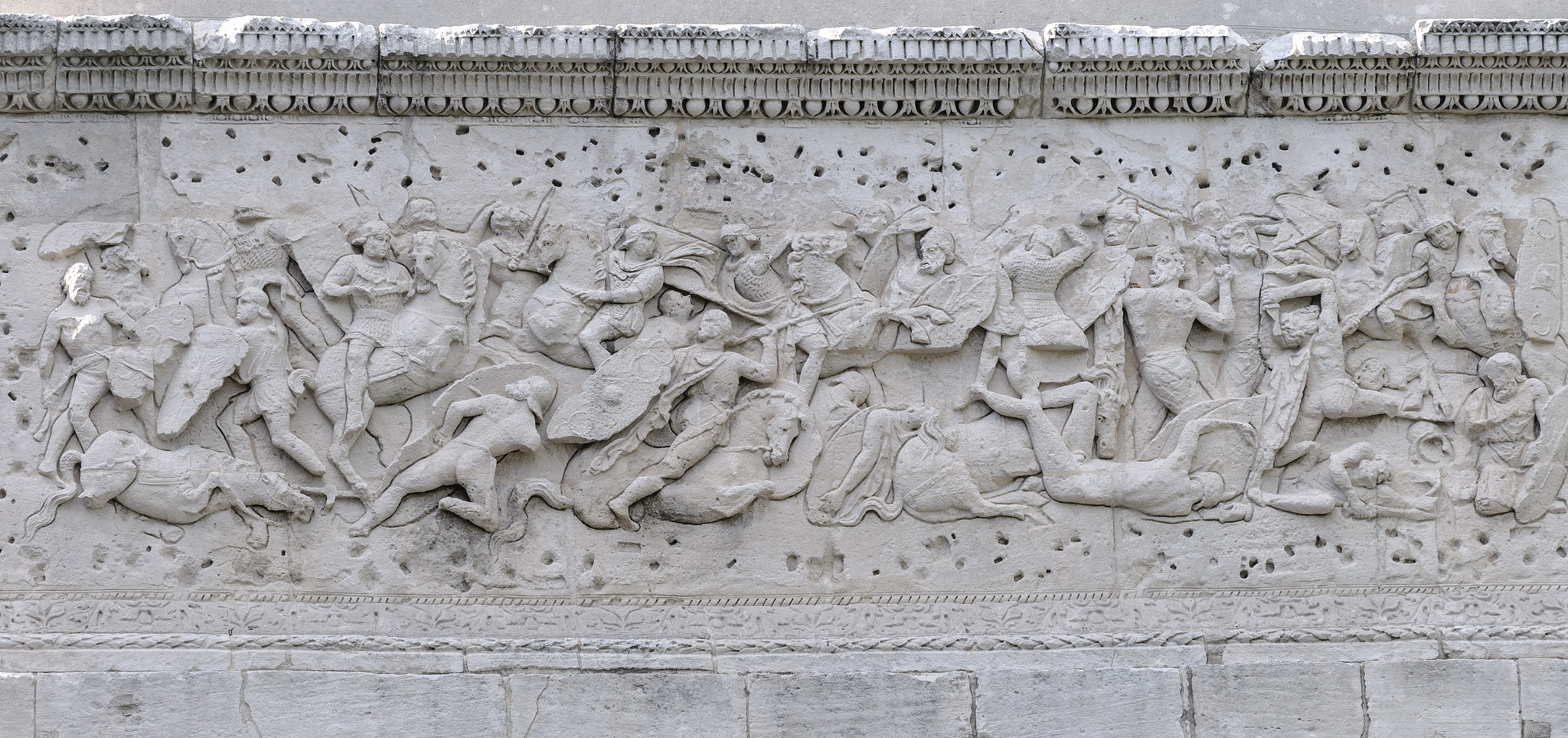
Rilievo dell'Arco di Orange.

### Sotto Traiano e Adriano

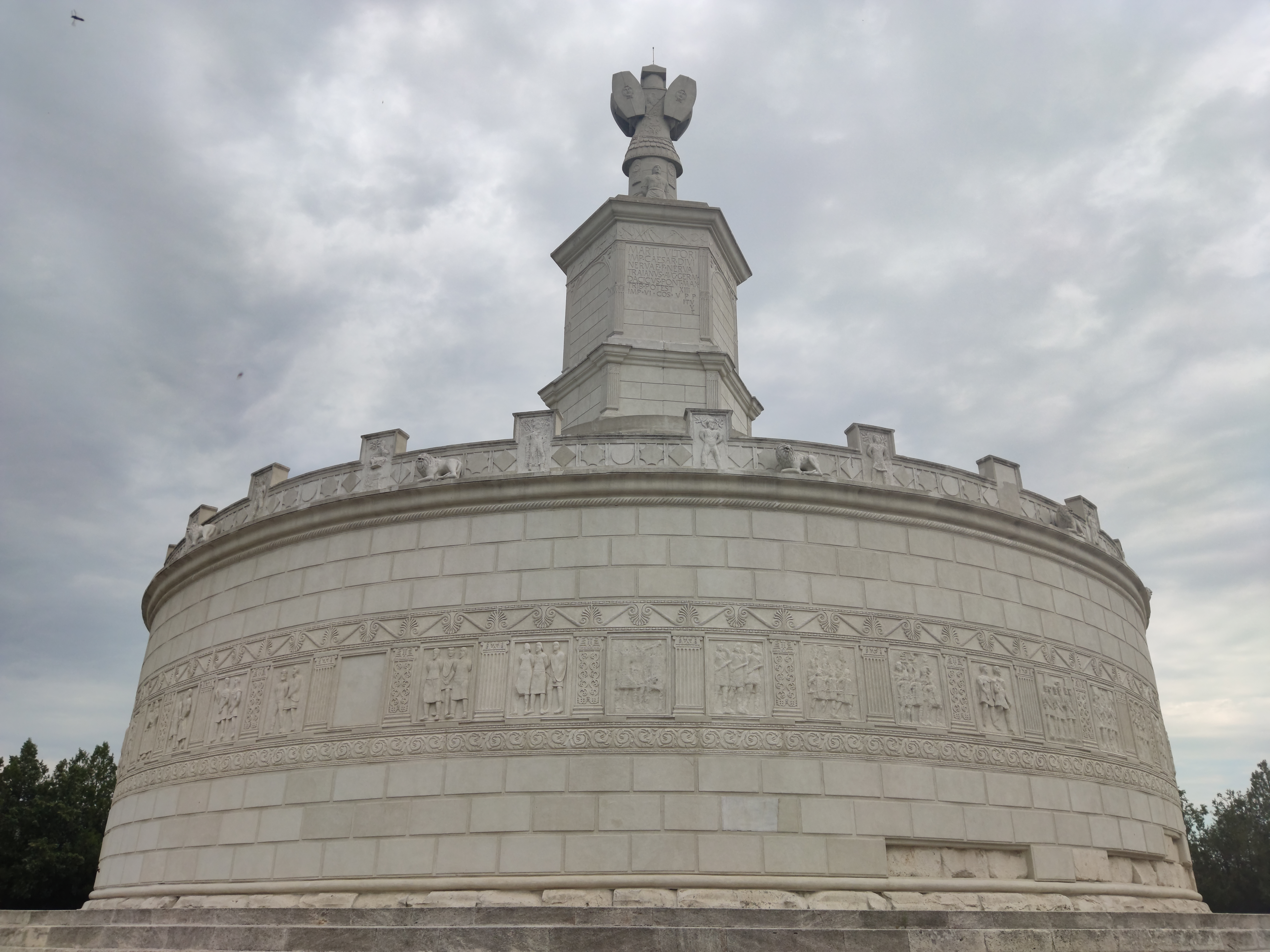
La ricostruzione del Tropaeum Traiani in Romania.

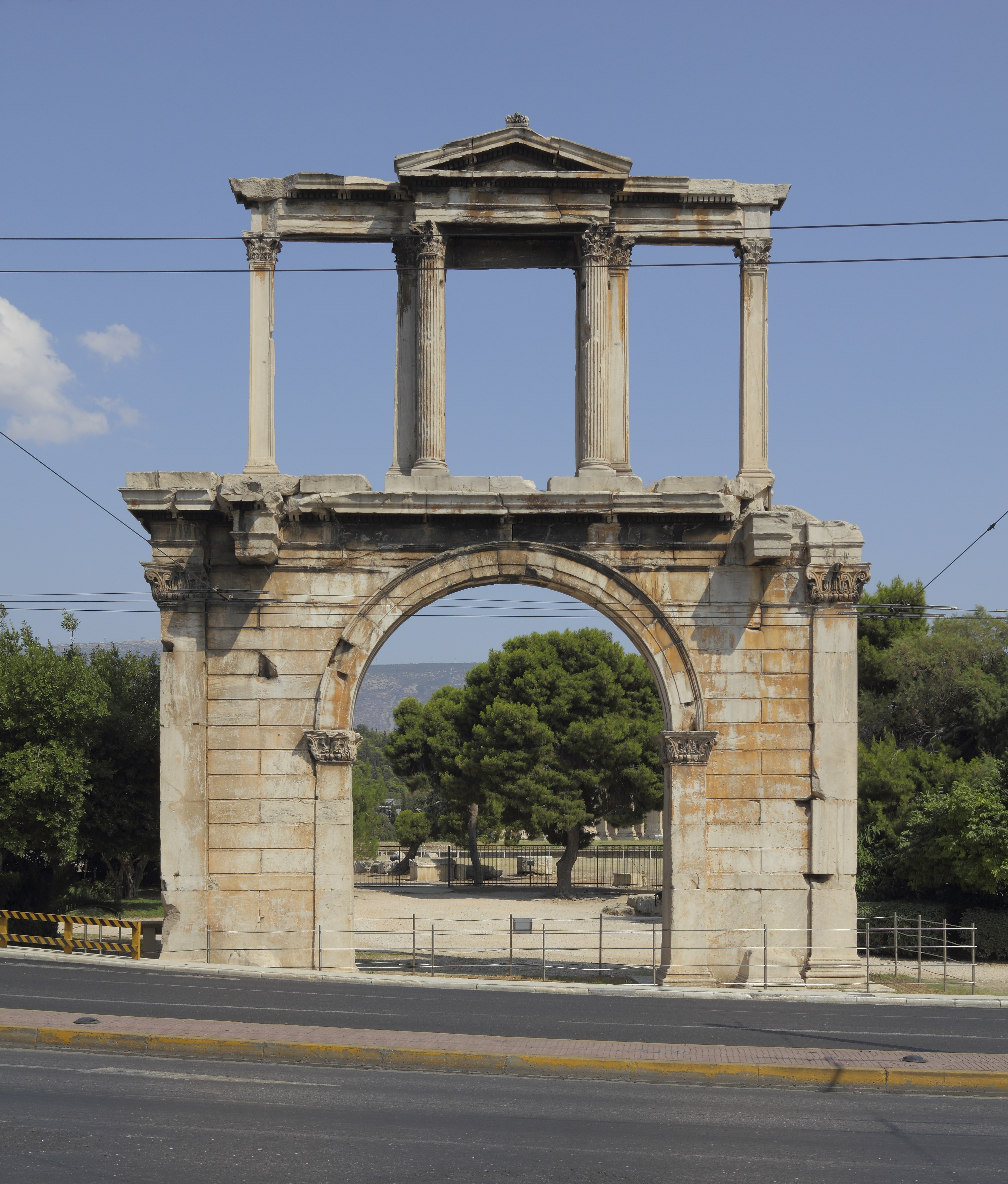
Arco di Adriano ad Atene.

Negli ultimi anni del regno di Traiano (114-116) venne eretto ad Atene, sulla sommità della collina davanti all'Acropoli, il monumento sepolcrale di Giulio Antioco Philoappos, discendente della dinastia dei Seleucidi e che aveva ricoperto vari incarichi pubblici ad Atene. L'architettura si ispira a modelli siriaci, della Commagene e della Licia, con modanature di tipo attico e un fregio che mostra una relazione con i rilievi storici in uso a Roma: ciò dimostra l'unità e il reciproco scambio culturale ormai attivo tra Roma e le province, anche quelle più progredite.
In Dacia vennero costruite poderose infrastrutture per le campagne militari, tra le quali c'era il grandioso Ponte di Traiano sul Danubio, il più lungo ponte in muratura mai costruito. Venne eretto anche un grande monumento commemorativo per i caduti nelle guerre e la celebrazione la vittoria finale, il Tropaeum Traiani, presso la cittadina rumena di Adamklissi. Esso è circolare, secondo il modello funerario italico-romano, come rilievi sulle metope del fregio e i merli del coronamento, particolarmente interessanti perché dimostrano che le maestranze locali usarono modelli iconografici provenienti da Roma. La critica ha talvolta datato erroneamente questi rilievi all'epoca costantiniana o addirittura medievale: in verità essi sono un'eloquente testimonianza di come l'arte tardoantica si ispirò profondamente all'arte provinciale e plebea.
Adriano fece intraprendere la costruzione di almeno qualche edificio in quasi ciascuna delle città toccate dai suoi frequenti viaggi, come ci tramanda il suo biografo. Le opere più rilevanti interessarono Atene, città d'elezione di Adriano, dove venne completato l'Olympeion, venne innalzata una biblioteca monumentale (con 10 colonne in marmo pavonazzetto e pareti incrostate di marmi preziosi), il tempio di Hera e di Zeus Panellenios, un Pantheon e altri edifici. Lungo le mura cittadine fece costruire un arco dal disegno mistilineo ispirato all'ellenismo.

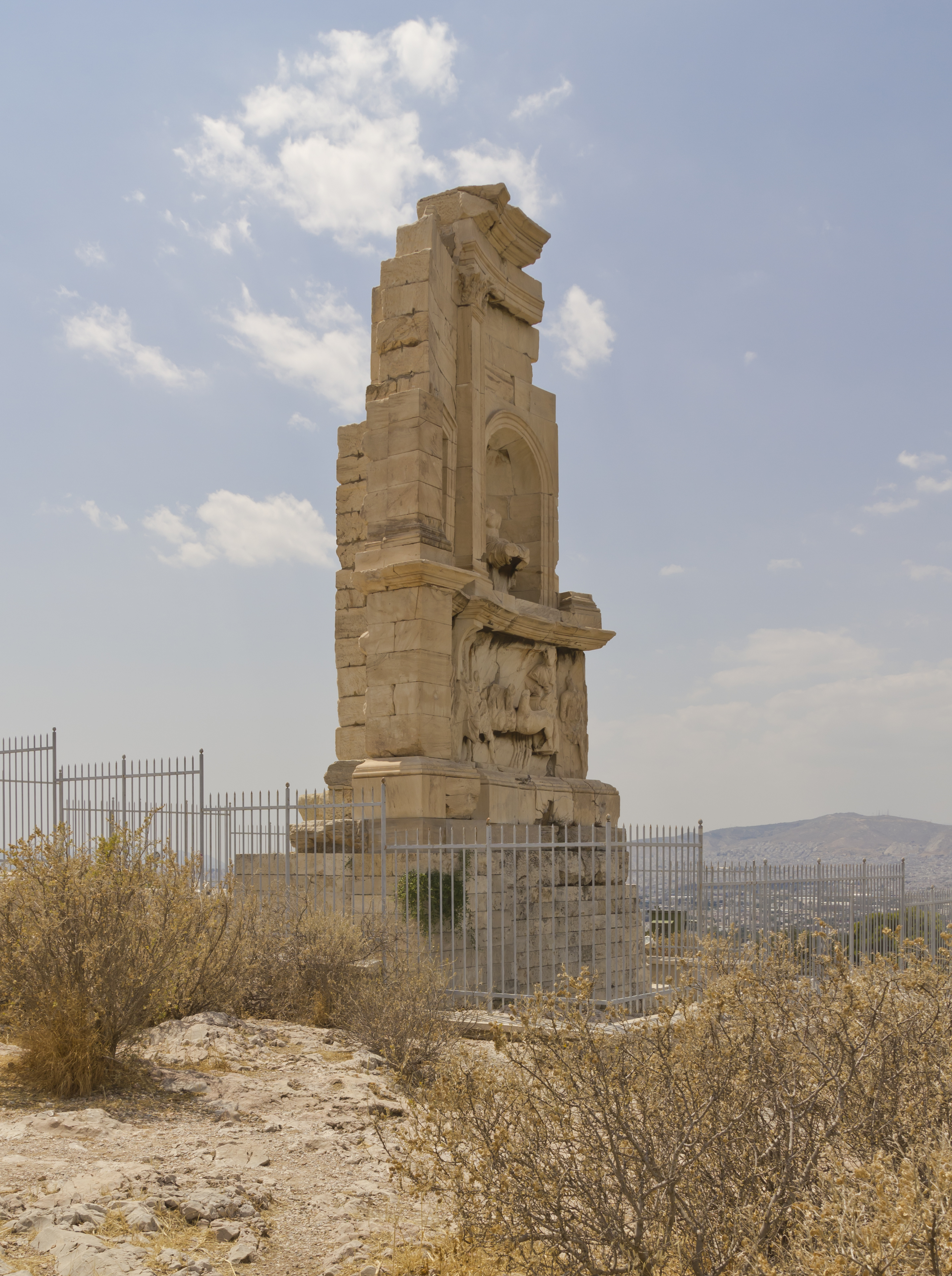
Atene, Monumento sepolcrale di Giulio Antioco Philoappos.
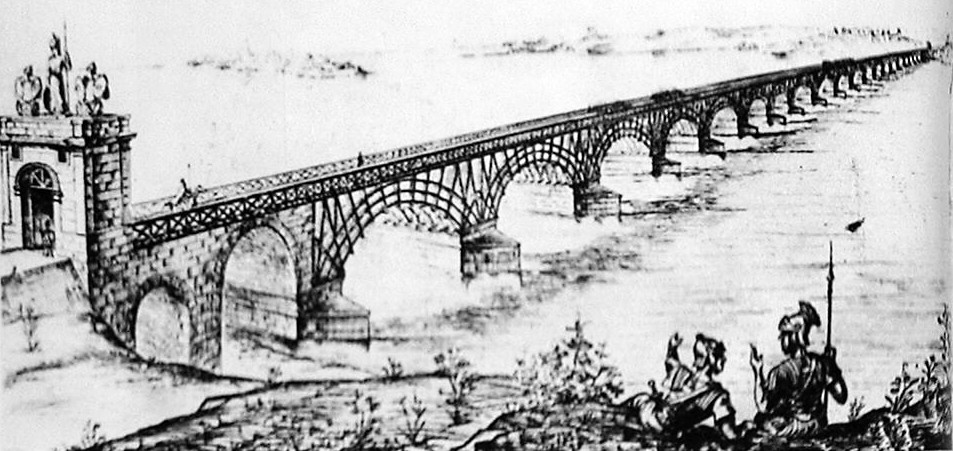
Ricostruzione ipotetica del ponte di Traiano.
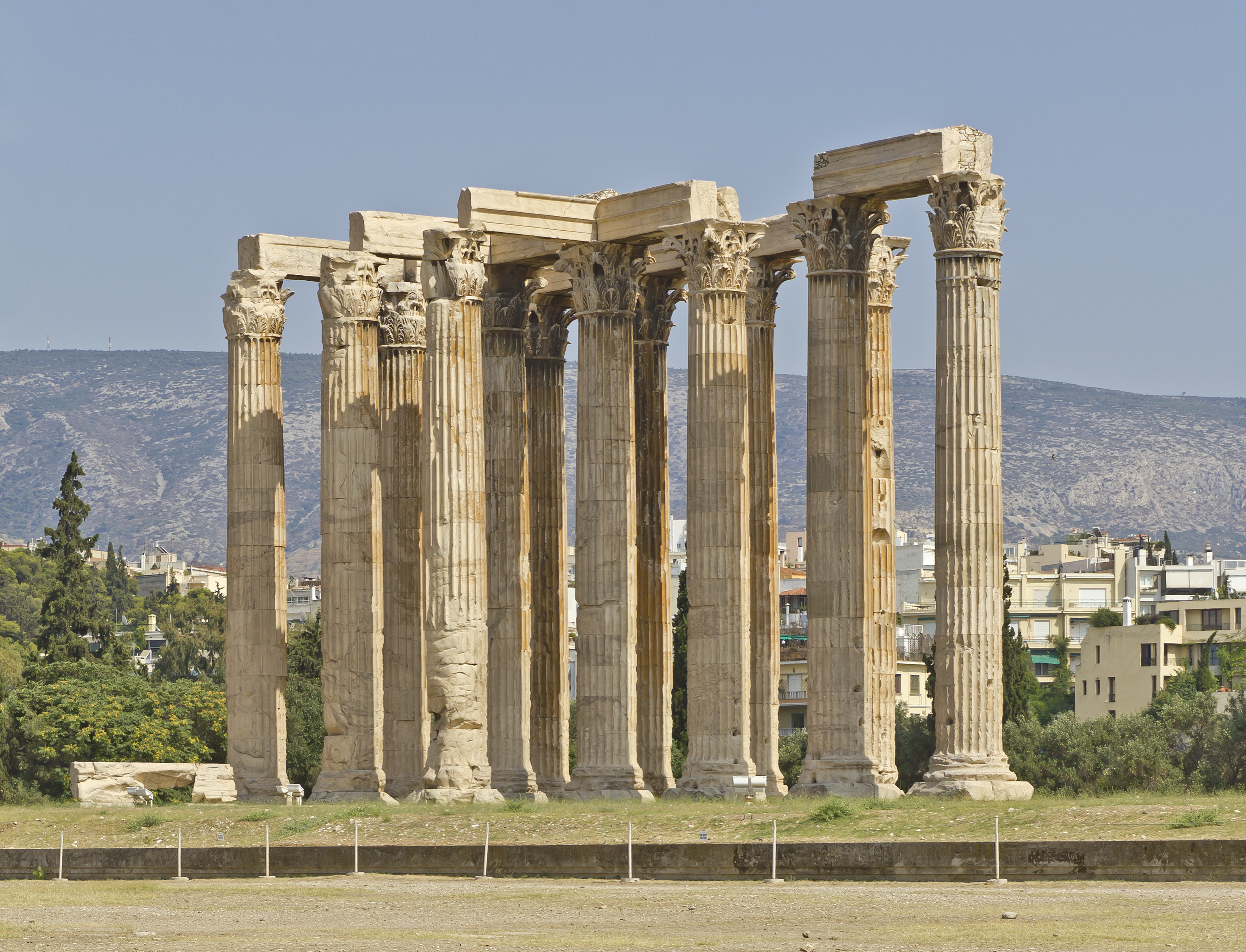
Atene, tempio di Zeus Olimpio con l'acropoli sullo sfondo.

### Sotto gli Antonini

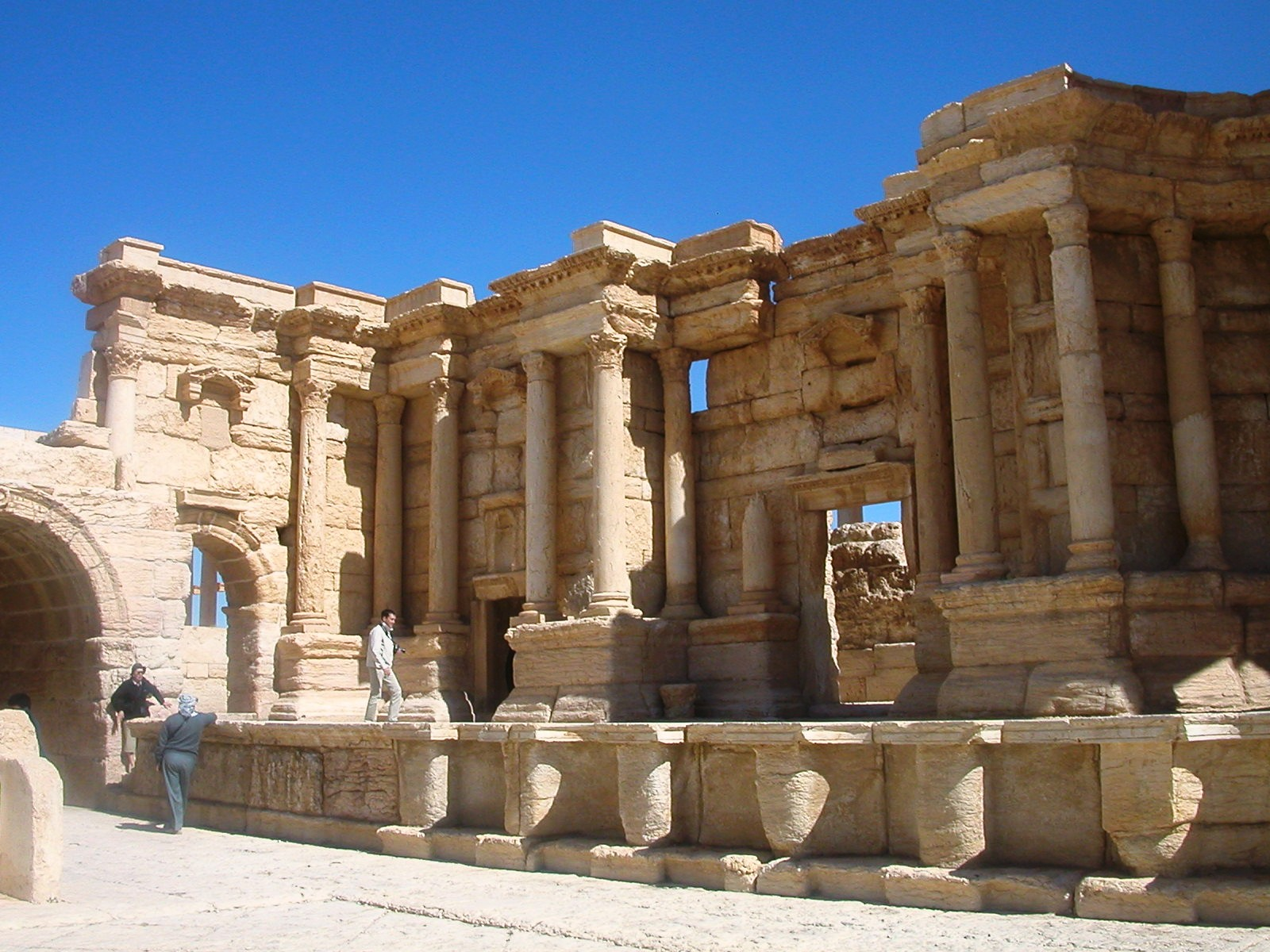
Palmyra

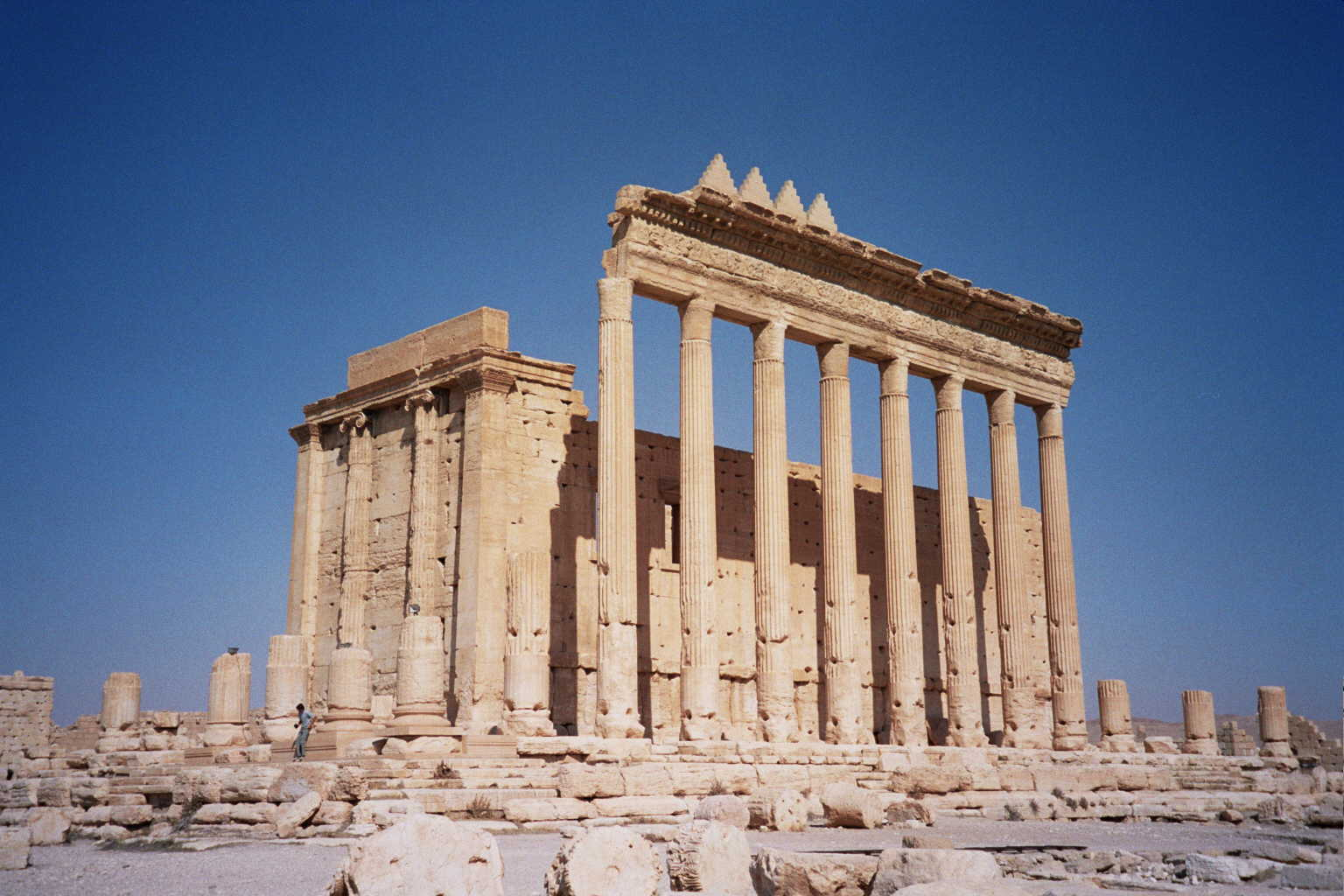
Palmyra, tempio di Bel

Durante l'età degli Antonini le province orientali si dimostrarono particolarmente fiorenti dal punto di vista artistico e culturale, diventando anche centri di irradiazione grazie all'esportazione di opere. La ricchezza dei loro commerci, che travalicò anche i confini del bacino del Mediterraneo grazie alla scoperta dei venti e delle correnti stagionali nell'Oceano Indiano (i monsoni), è dimostrata per esempio dai vetri alessandrini ritrovati fino in Afghanistan (a Begram). Un importante esempio di scultura asiana importata in Italia è il sarcofago di Melfi, datato al 169, che mostra elementi ellenistici adattati al gusto pittorico degli elementi ornamentali.
Alcune novità della successiva svolta artistica nell'età di Commodo hanno come modello immediatamente precedente alcune opere ad Efeso. Qui, fin dall'epoca adrianea, le decorazioni architettoniche di alcuni edifici (Biblioteca di Celso, monumento alle vittorie di Marco e Lucio Vero, ecc.) presentano le novità, compositive, spaziali e tecniche che a Roma giungeranno solo alcuni decenni dopo.
Nel grande monumento a Marco e Lucio Vero in particolare (conservato al Kunsthistorisches Museum di Vienna), si nota la mano di una notevole personalità artistica. In alcune lastre si trovano soluzione tematiche e compositive nuove, come pose originali delle figure, uso del trapano corrente in solchi che accentuano alcuni contorni, composizioni di figure poste obliquamente verso il fondo (per aumentare il senso di spazio), ecc.
Alla scarsità di pitture riferibili a questo periodo in area italica fa da compensazione la straordinaria produzione di ritratti del Fayyum, conservati grazie alle eccezionali condizioni atmosferiche dell'Egitto. Si trattava di ritratti eseguiti dipinti per privati quando erano ancora in vita e conservati in casa; dopo la morte venivano applicati sulle bende della mummia, con piccoli adattamenti. In queste opere, che dovevano essere comuni in tutto l'impero, si rileva come la tradizione ellenistica continuasse immutata nelle asiane zone dove aveva avuto origine.
Altra opera emblematica del periodo è la tomba dei tre Fratelli, a Palmyra, una città libera associata a Roma fino al tempo di Settimio Severo. La tomba risale a circa il 140 e si tratta di un'architettura a forma di iwan persiano (sala chiusa su tre lati da pareti, con volta a botte e il quarto lato aperto con un arco) con pitture di Vittorie in piedi su globi, con le mani alzate che reggono clipei con ritratti in stile ellenistico-romano, non molto difformi da quelli del Fayyum. Sempre a Palmyra è importante il santuario di Bel, iniziato da maestranze greche sotto Tiberio, la via colonnata, del 120-150, adorna di statue bronzee e, dal 220 circa, di una grandioso arco iniziale.
Sempre all'età antonina risale anche la porta cittadina onoraria di Anazarbos (oggi Anavarza), in Cilicia.

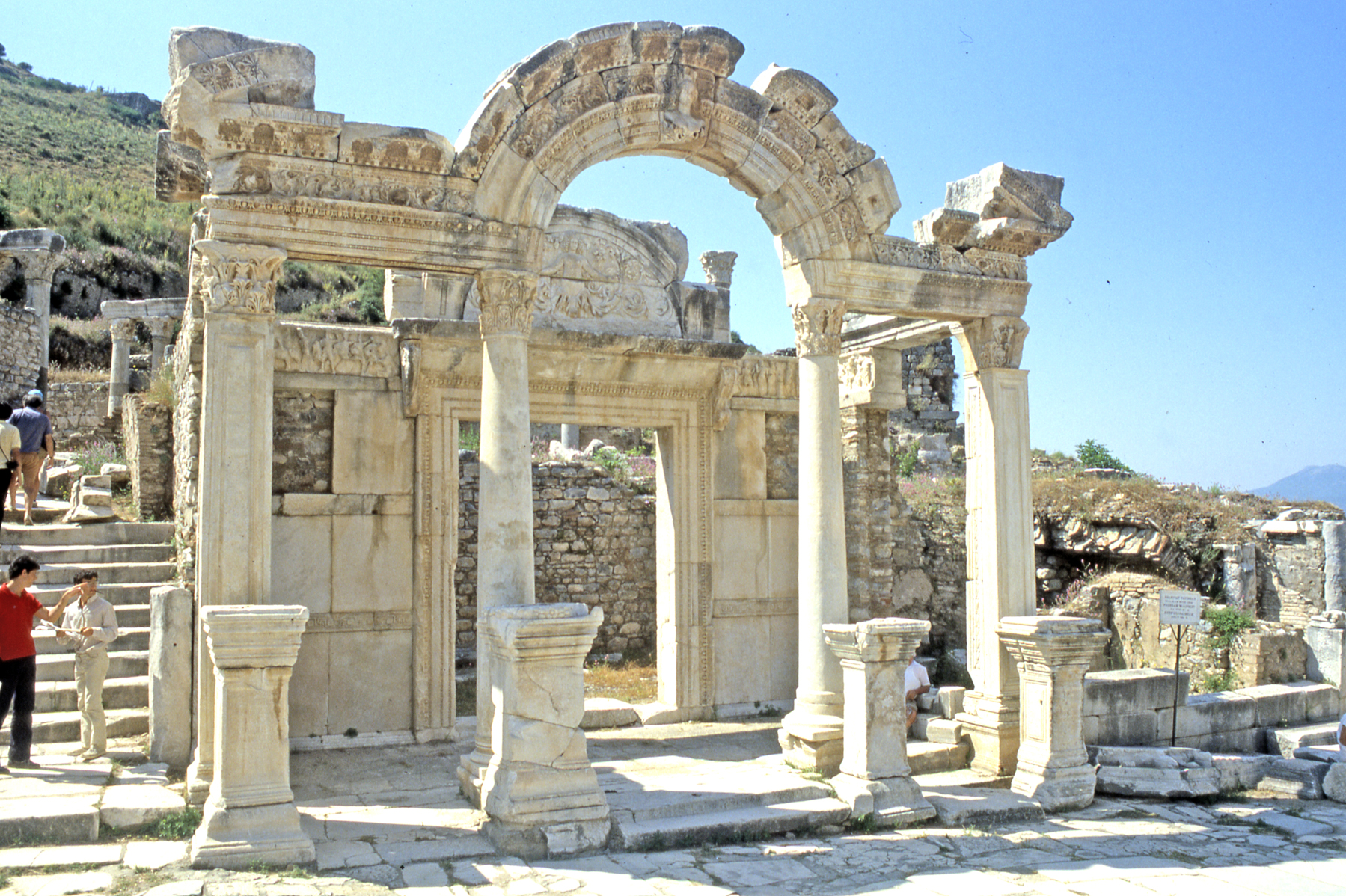
Tempio di Adriano, Efeso.
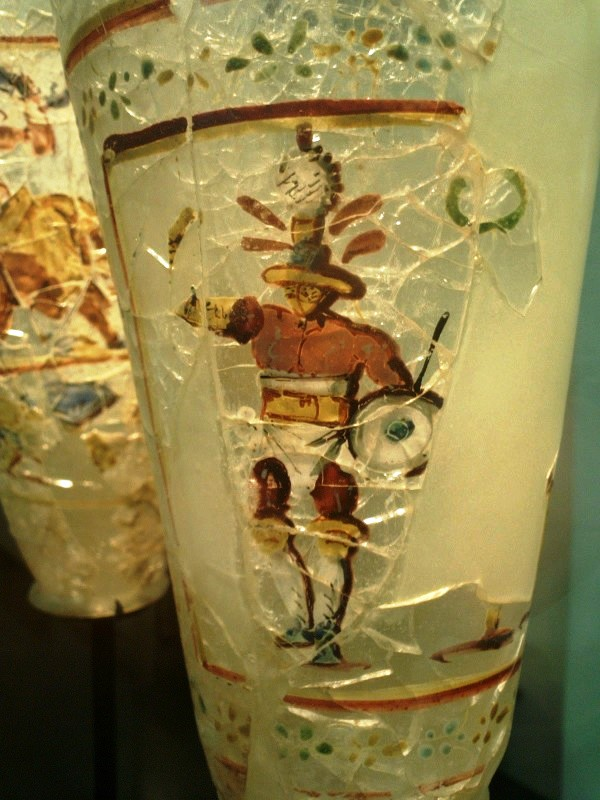
Vetri ellenistici da Begranm, Afghanistan (II secolo).
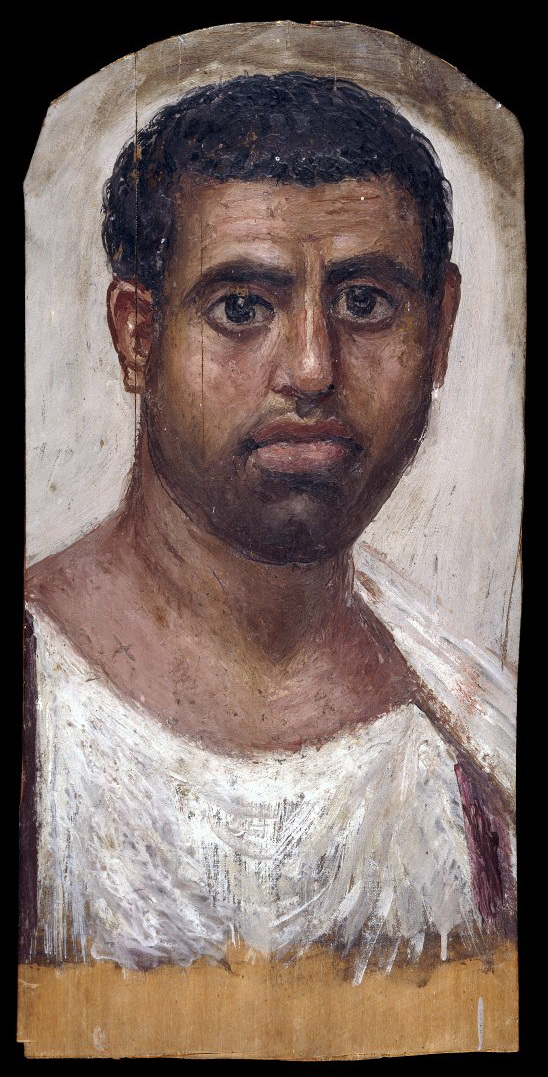
Ritratto del Fayum
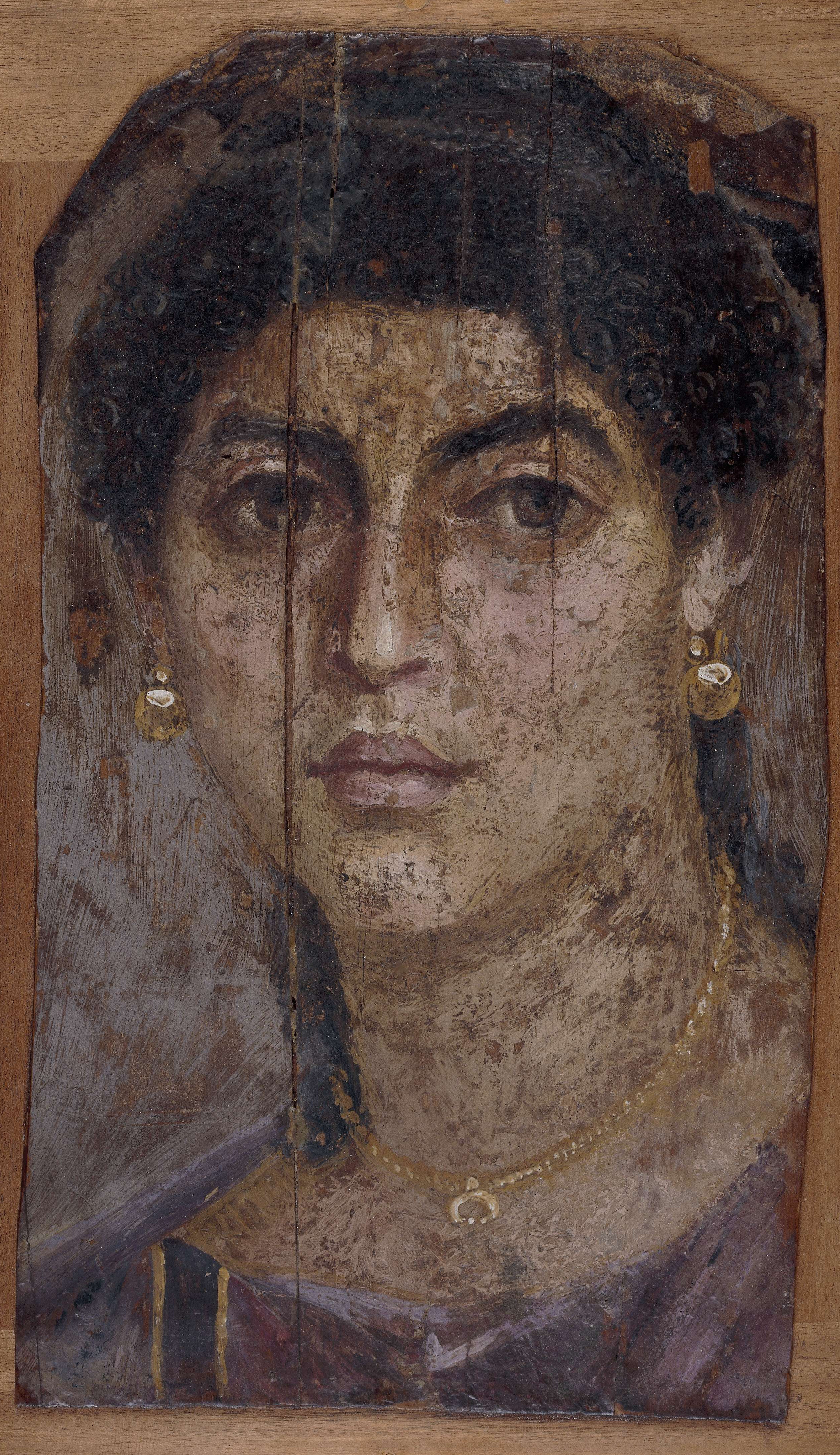
Ritratto del Fayum

### Sotto Settimio Severo

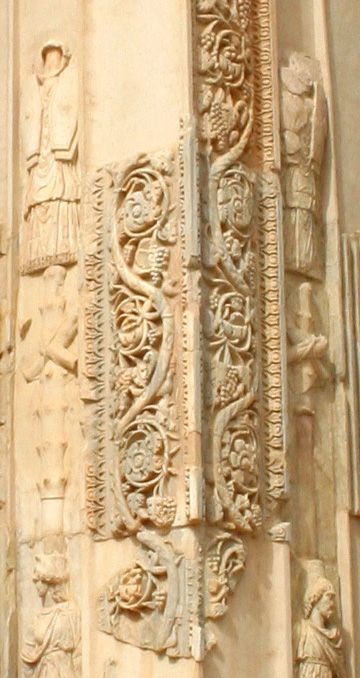
Rilievi architettonici sull'arco di Leptis Magna.

Settimio Severo era originario di Leptis Magna, in Libia, e una volta salito al potere dispensò ampie risorse per abbellire la sua città natale. C'è una notevole differenza tra i monumenti romani e quelli africani di questo periodo: i primi sono caratterizzati da rilievi più espressionistici e realistici, i secondi più aulici e classicheggianti. Ciò è dovuto con tutta probabilità alle diverse maestranze che curarono i monumenti e la loro decorazione, piuttosto che a una mirata scelta di gusto.
A Leptis Magna dovevano essere attivi artisti greco-orientali a dirigere le maestranze locali, inoltre si è arrivati a ipotizzare con una certa sicurezza che alcune parti architettoniche arrivassero già decorate dalle officine artistiche in prossimità delle cave del marmo in Bitinia e nella Caria, con particolare predominanza dell'officina di Afrodisia, il che spiegherebbe la straordinaria somiglianza di questi ornamenti con lo stile e la tecnica allora in voga nell'Asia Minore. Il resto delle decorazioni di Leptis (la grande maggioranza) venne poi eseguita dalle maestranze locali adeguandosi a questi modelli, nonostante le alterazioni inevitabili, anche grossolane. A conferma di queste ipotesi ci sono per esempio i contrassegni con sigle di artigiani in alfabeto greco presenti su interi elementi (come le colonne del Foro con capitelli a foglia d'acqua secondo lo stile di Pergamo). I rilievi delle stesse paraste della basilica Severiana di Leptis sono tra gli esempi meglio pervenutici di ornamentazione "afrodisiense", smascherando l'importazione dei vari pezzi già lavorati e inseriti in un secondo tempo nell'edificio in costruzione.
Nei rilievi architettonici si può infine rintracciare in questo periodo l'origine di quel modo di intagliare in profondità i contorni, isolando i singoli elementi vegetali riducendone al tempo stesso il rilievo plastico, come grandi pitture con zone d'ombra create in negativo dai solchi. Questa tendenza si riscontra sia a Roma che a Leptis Magna ed ha precise corrispondenze con pezzi della scultura ornamentale di Afrodisia; da essa si svilupperà in seguito il gusto per la "trina" marmorea che ebbe ampio uso nel VI secolo nell'arte bizantina di Costantinopoli e di Ravenna.

### Influenze nell'arte tardoantica

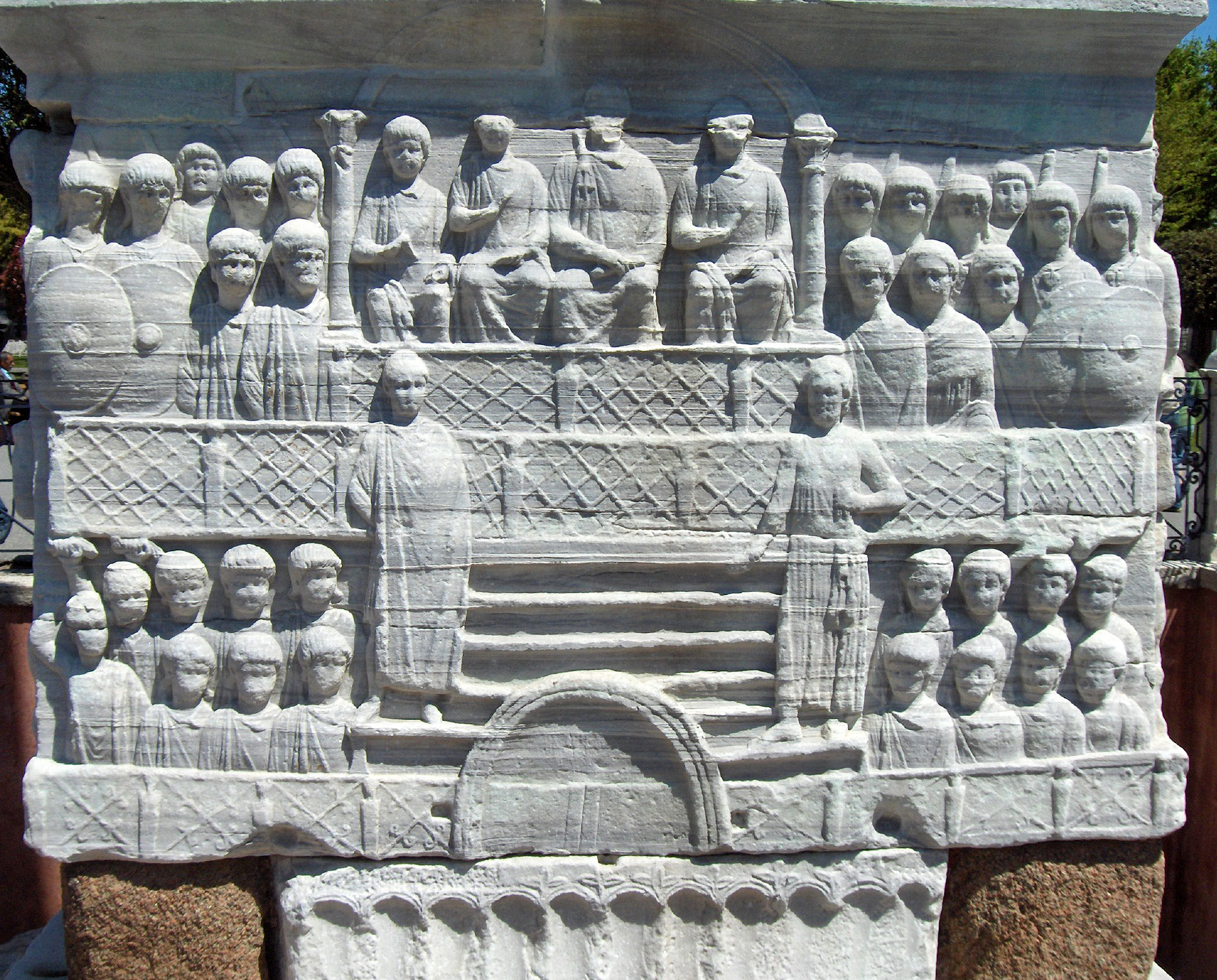
Rilievo dell'obelisco di Teodosio, dimostra come nell'arte tardoantica il filone plebeo e provinciale entrò nell'arte ufficiale (IV secolo).

Nell'arte tardoantica si iniziarono a scorgere le tracce della corrente plebea e provinciale inequivocabilmente almeno fin dall'arco di Settimio Severo (appiattimento plastico, affollamento delle scene, forte uso del chiaroscuro), per poi divenire preponderante dall'epoca di Costantino I e di Teodosio I in poi. Anche nei ritratti imperiali di quegli anni si assiste a rappresentazioni innaturali, con attenzione al dettaglio minuto piuttosto che all'armonia dell'insieme (come nella Testa di Gordiano III), idealizzati, con sguardi laconici dai grandi occhi (come nella Statua colossale di Costantino I). Non interessava più la rappresentazione della fisionomia, ma ormai il volto imperiale doveva esprimere un concetto, quello della santità cristiana del potere, inteso ormai come emanazione divina.